# 馬克維爾 (明尼蘇達州)
馬克維爾（英語：Markville）是位於美國明尼蘇達州派恩縣阿納鎮區的一個非建制地區。

## 歷史
鐵路公司曾於馬克維爾設置車廠。馬克維爾的郵局於1912年設立，其後於1985年停運。

## 地理
馬克維爾所處的海拔為高於海平面305米（即1001英呎），而該地所採用的時區為UTC-6，即北美中部時區（CST）。同時該地設有夏令時間，為UTC-6調快一小時，即UTC-5（CDT）。